# Amphoe Mueang Sa Kaeo
Amphoe Mueang Sa Kaeo (Thai อำเภอเมืองสระแก้ว) ist ein Landkreis (Amphoe – Verwaltungs-Distrikt) in der Provinz Sa Kaeo. Die Provinz Sa Kaeo liegt in der Ostregion von Thailand an der Grenze zu Kambodscha, wird aber verwaltungstechnisch zu Zentralthailand gezählt. Die Hauptstadt der Provinz Sa Kaeo heißt ebenfalls Sa Kaeo.

## Geographie
Benachbarte Landkreise (von Norden im Uhrzeigersinn): Amphoe Khon Buri der Provinz Nakhon Ratchasima, die Amphoe Watthana Nakhon und Khao Chakan der Provinz Sa Kaeo sowie die Amphoe Kabin Buri und Na Di der Provinz Prachin Buri.

## Geschichte
1909 wurde der „Zweigkreis“ (King Amphoe) Sa Kaeo als Teil von Amphoe Kabin Buri eingerichtet. Am 23. Juli 1958 bekam er den vollen Amphoe-Starus. Als 1993 die neue Provinz Sa Kaeo geschaffen wurde, wurde Sa Kaeo als zentraler Bezirk in Mueang Sa Kaeo umbenannt.

## Verwaltung

### Provinzverwaltung
Der Landkreis Mueang Sa Kaeo ist in acht Tambon („Unterbezirke“ oder „Gemeinden“) eingeteilt, die sich weiter in 123 Muban („Dörfer“) unterteilen.
| Nr. | Name          | Thai      | Muban | Einw.  |
| --- | ------------- | --------- | ----- | ------ |
| 01. | Sa Kaeo       | สระแก้ว    | 12    | 19.916 |
| 02. | Ban Kaeng     | บ้านแก้ง    | 16    | 13.295 |
| 03. | Sala Lamduan  | ศาลาลำดวน | 15    | 13.010 |
| 04. | Khok Pi Khong | โคกปี่ฆ้อง   | 19    | 12.591 |
| 05. | Tha Yaek      | ท่าแยก     | 15    | 12.598 |
| 06. | Tha Kasem     | ท่าเกษม    | 13    | 13.797 |
| 08. | Sa Khwan      | สระขวัญ    | 21    | 16.789 |
| 11. | Nong Bon      | หนองบอน   | 12    | 07.355 |

Hinweis: Die fehlenden Geocodes beziehen sich auf die Tambon, die heute den Distrikt Khao Chakan bilden.

### Lokalverwaltung
Es gibt eine Kommune mit „Stadt“-Status (Thesaban Mueang) im Landkreis:
- Sa Kaeo (Thai: เทศบาลเมืองสระแก้ว) bestehend aus den Teilen der Tambon Sa Kaeo, Tha Kasem.

Es gibt zwei Kommunen mit „Kleinstadt“-Status (Thesaban Tambon) im Landkreis:
- Tha Kasem (Thai: เทศบาลตำบลท่าเกษม) bestehend aus Teilen des Tambon Tha Kasem.
- Sala Lamduan (Thai: เทศบาลตำบลศาลาลำดวน) bestehend aus Teilen des Tambon Sala Lamduan.

Außerdem gibt es acht „Tambon-Verwaltungsorganisationen“ (องค์การบริหารส่วนตำบล – Tambon Administrative Organizations, TAO)
- Sa Kaeo (Thai: องค์การบริหารส่วนตำบลสระแก้ว) bestehend aus Teilen des Tambon Sa Kaeo.
- Ban Kaeng (Thai: องค์การบริหารส่วนตำบลบ้านแก้ง) bestehend aus dem kompletten Tambon Ban Kaeng.
- Sala Lamduan (Thai: องค์การบริหารส่วนตำบลศาลาลำดวน) bestehend aus Teilen des Tambon Sala Lamduan.
- Khok Pi Khong (Thai: องค์การบริหารส่วนตำบลโคกปี่ฆ้อง) bestehend aus dem kompletten Tambon Khok Pi Khong.
- Tha Yaek (Thai: องค์การบริหารส่วนตำบลท่าแยก) bestehend aus dem kompletten Tambon Tha Yaek.
- Tha Kasem (Thai: องค์การบริหารส่วนตำบลท่าเกษม) bestehend aus Teilen des Tambon Tha Kasem.
- Sa Khwan (Thai: องค์การบริหารส่วนตำบลสระขวัญ) bestehend aus dem kompletten Tambon Sa Khwan.
- Nong Bon (Thai: องค์การบริหารส่วนตำบลหนองบอน) bestehend aus dem kompletten Tambon Nong Bon.